# Episodio piloto
Un episodio piloto es el primer capítulo que se graba de una serie de televisión y que suele servir a los productores para valorar su posible éxito. En función de la opinión que les merezca, los productores decidirán si permiten que se grabe el resto de la serie o no. En ocasiones, los pilotos son emitidos por televisión para comprobar el rendimiento en audiencias y para atender a las críticas de los medios. De darse el visto bueno, el piloto logra iniciar la primera temporada de la serie. 
Hay muchas formas de llevar a cabo un piloto, y generalmente atienden al tiempo necesario para introducir la trama y los personajes principales. En series como Desperate Housewives, el piloto tiene una duración equivalente a la de un episodio normal en la industria estadounidense (40 minutos aprox.), en Lost el piloto tiene una duración equivalente a dos episodios normales, mientras que el de Tan muertos como yo tuvo una duración equivalente a tres episodios. En ocasiones, la duración no se adapta a los modelos establecidos, como en el caso de Alias, cuyo piloto dura 67 minutos, mientras que para comprobar la viabilidad de una serie derivada de Veronica Mars se rodó un corto de apenas 10 minutos.
De hecho, no siempre se ha lleva a cabo esta estrategia de rodar primero un episodio "de prueba". En la serie Battlestar Galáctica la introducción a la trama se realizaba en una miniserie de dos partes producida un año antes de estrenarse la primera temporada.
El caso contrario es que se tenga que rodar varios pilotos para efectuar cambios en la trama o en el reparto, como es el caso de la serie Brothers & Sisters, que cambió algunos de sus actores principales después de rodar el primer piloto.
Los pilotos pueden tener títulos independientes, como el de Grey's Anatomy, titulado "Una noche dura", o "Heroes", titulado "Génesis" mientras que otros mantienen la denominación "Piloto", como el de Breaking Bad, Gilmore Girls, No Ordinary Family, American Horror Story o Glee.
El modelo de producción de pilotos es propio de la industria televisiva estadounidense, mientras que en países como México se ruedan un determinado número de episodios desde el principio.

## Piloto de puerta trasera
Un piloto de puerta trasera es una película o miniserie que sirve como prueba de concepto para una serie completa, pero puede transmitirse por sí solo, incluso si no se recoge la serie completa. El término también puede usarse para un episodio de un programa actualmente en emisión que sirve para introducir una serie derivada. Tales pilotos de puerta trasera comúnmente se centran en un personaje o personajes existentes de la serie principal a los que se les dará su propio programa. 
Por ejemplo, para presentar A Different World, construido alrededor del personaje de The Cosby Show, Denise Huxtable (Lisa Bonet), el episodio de Cosby Show «Hillman» se dedicó a la visita de Denise a la universidad que se convertiría en el escenario del nuevo programa, y sus encuentros con algunos de los personajes secundarios del nuevo programa. Un episodio de 2018 de la serie de comedia The Goldbergs de ABC, titulada «1990-Something», contó en gran medida con maestros que eran personajes recurrentes en la serie y sirvieron como piloto de puerta trasera de Schooled, que debutó a principios de 2019. Otro ejemplo lo encontramos en la serie El joven Sheldon, el spin-off de The Big Bang Theory, en el que encontramos un piloto de puerta trasera de la serie Georgie & Mandy: su primer matrimonio.
Sin embargo, en otros casos, un episodio del programa principal también puede centrarse en uno o más personajes invitados que no han aparecido previamente en el programa; por ejemplo, los episodios «Ice Queen» y «Meltdown» de la temporada ocho de JAG presentaron a los personajes para lo que se convertiría en NCIS, mientras que el episodio de dos partes «Legend Part 1» y «Legend Part 2» de la temporada seis de NCIS, presentó a los personajes para lo que se convertiría en la serie serie derivada de NCIS, NCIS: Los Ángeles y el episodio de dos partes de la temporada 11 de NCIS, «Crescent City», presentó a los personajes de lo que se convertiría en NCIS: New Orleans.
Del mismo modo, el piloto de puerta trasera para la comedia de televisión Empty Nest fue un episodio de The Golden Girls, que relegó a las estrellas principales de ese programa a personajes secundarios en un episodio dedicado a nuevos personajes que fueron presentados como sus vecinos. La reacción sobre el episodio dio como resultado que Empty Nest fuera ampliamente reelaborado antes de su estreno; si bien se mantuvo el concepto y la configuración de «vivir al lado de las Chicas de Oro», la serie terminó con personajes diferentes de los del episodio original de Golden Girls.
En un episodio de 2011 de la comedia original de TV Land, Hot in Cleveland se centró en la boda del personaje de Elka (Betty White). Boyce Ballentine (Cedric the Entertainer), un cantante de R&B convertido en predicador, fue presentado como el pastor de la boda, con la intención de darle al personaje de Boyce su propia serie en la red. Eso llegó a buen término en 2012, cuando TV Land presentó The Soul Man.
No todos los pilotos de puerta trasera conducen a una serie. En 1968, el episodio de Star Trek «Misión: la Tierra» fue pensado como el piloto de una serie derivada del mismo nombre, con un humano llamado Gary Seven (interpretado por Robert Lansing), tomado del pasado lejano de la Tierra y criado por extraterrestres para ser enviado a velar por la Tierra en la década de 1960; si bien la serie no fue recogida, sus personajes han aparecido en numerosas producciones no canónicas de Trek ambientadas en el siglo XX.
ABC intentó crear en 1980 una serie derivada de Los ángeles de Charlie llamada Toni's Boys. El piloto de puerta trasera que se emitió cerca del final de la cuarta temporada simplemente se tituló «Toni's Boys» (temporada 4, episodio 23) e invitó a Barbara Stanwyck como Antonia «Toni» Blake, una viuda adinerada y amiga de Charlie Townsend que dirigía una agencia de detectives. La agencia contaba con tres detectives masculinos guapos: Cotton Harper (Stephen Shortridge), Matt Parrish (Bruce Bauer) y Bob Sorensen (Bob Seagren), quienes tomaron la dirección de Toni y resolvieron crímenes de manera similar a los Ángeles. El programa no fue recogido como una serie para la siguiente temporada.
En 2013, The CW anunció que se estaba produciendo una serie derivada de su éxito Supernatural. El vigésimo episodio de la temporada nueve titulado «Bloodlines», que sirvió como piloto de puerta trasera, reveló en enero de 2014 que se tituló Supernatural: Bloodlines. La serie se estableció para explorar las «culturas de cazadores y monstruos en Chicago». El programa no fue recogido por The CW para la temporada 2014-2015 debido a la mala recepción general por parte de los espectadores.

## Piloto de ventas
Un piloto de venta es un piloto que la red ha acordado transmitir como especial o en serie. Si la red no transmite el episodio piloto, la red le deberá sanciones monetarias sustanciales al estudio. Generalmente, esto garantiza que el piloto será captado por la red.